# Aktzeichnen
Unter Aktzeichnen versteht man die bildnerische Darstellung des nackten menschlichen Körpers. Als Vorlage wird in der Regel ein  Aktmodell – Frauen und Männer – gewählt, in Kursen für Laien oftmals eine Statue. Die Abbildung des unbekleideten Körpers ist eine schwierige künstlerische Aufgabe und dient oft als Übung für Proportionsstudien und Beobachtung. Das Ergebnis des Aktzeichnens bezeichnet man als Akt.

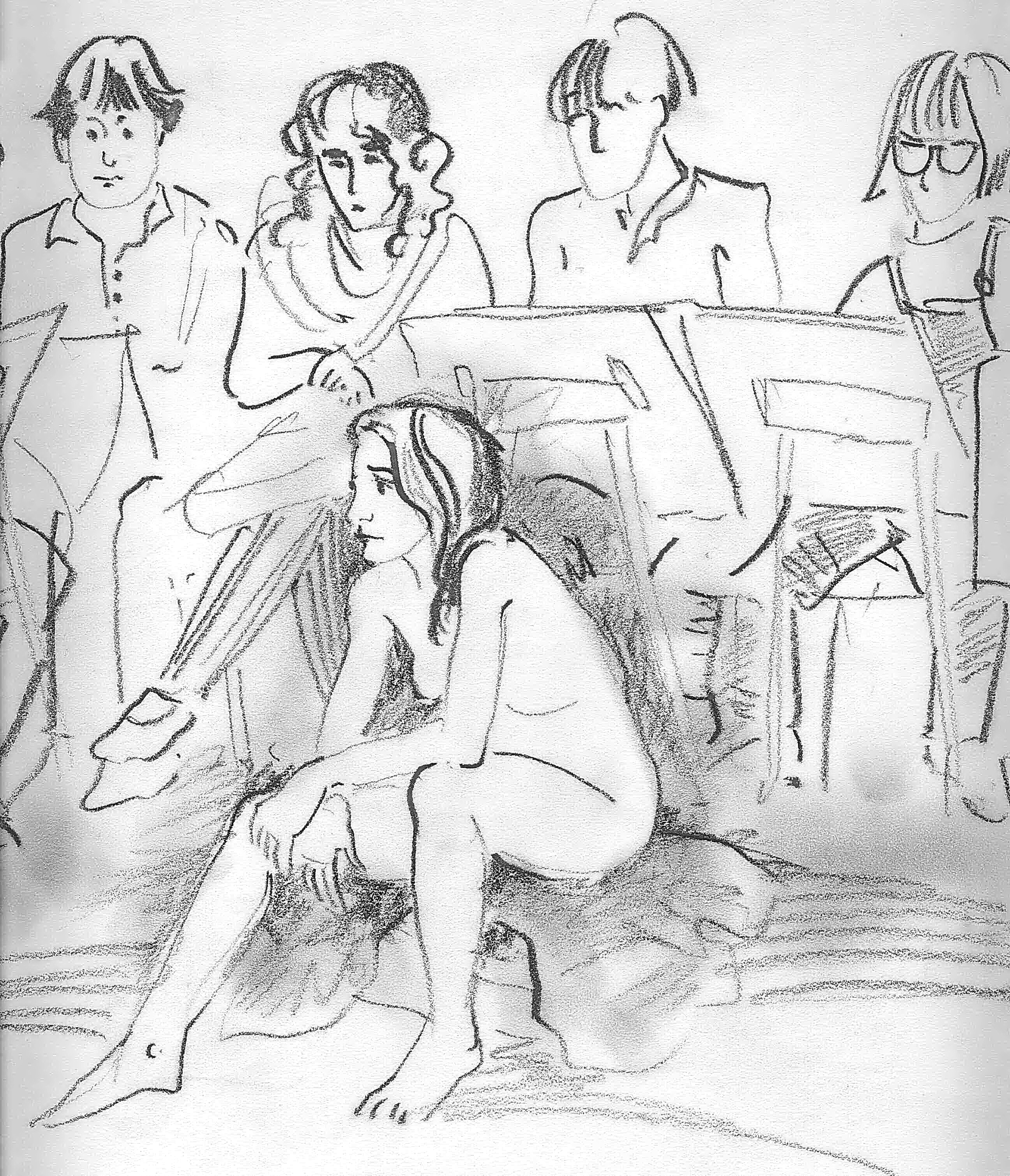
Maler und Modell

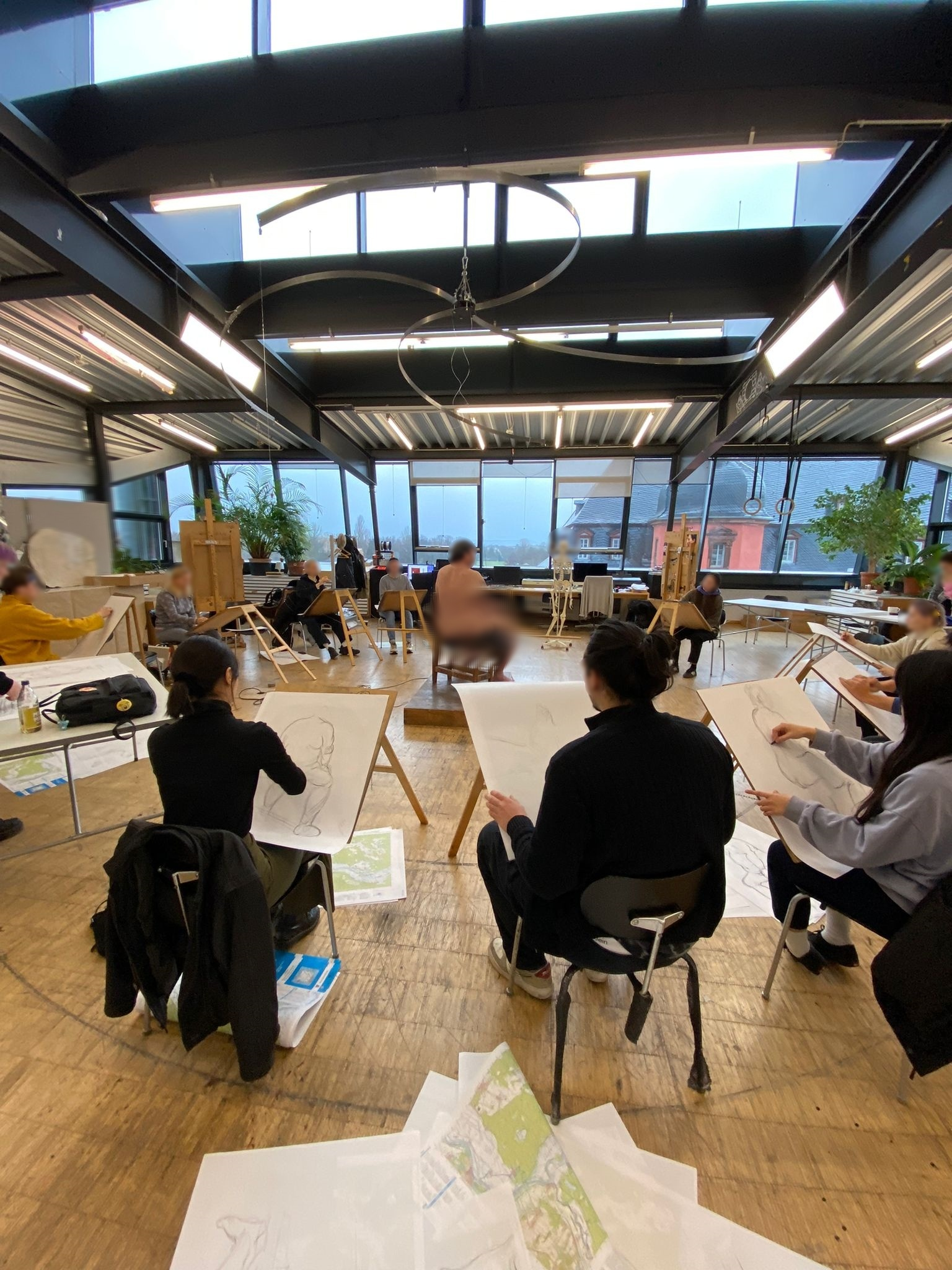
Modernes Aktzeichnen an einer deutschen Hochschule

## Ort und Teilnehmer

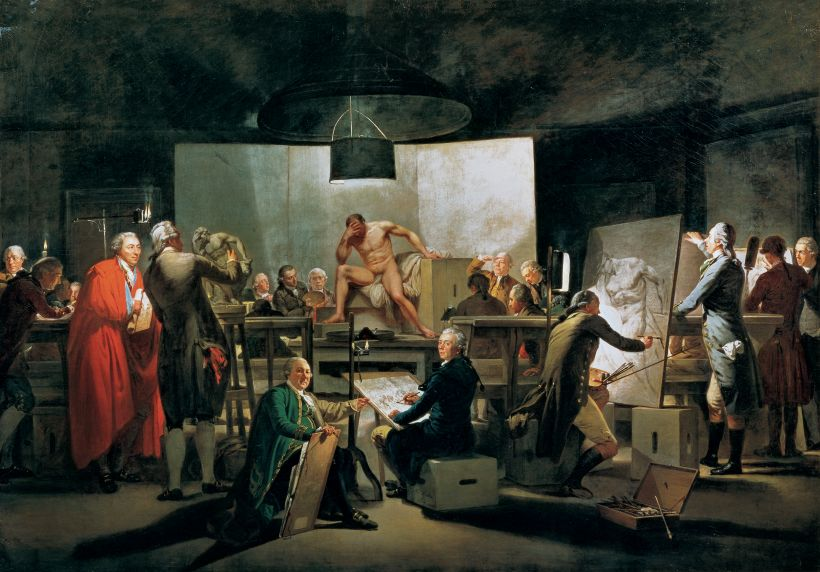
Der Aktsaal der Wiener Akademie, Gemälde von Martin Ferdinand Quadal, 1787

Aktzeichnen findet an Kunstakademien und Universitäten in der Regel im Rahmen eines Kurses oder eines Tutoriums statt sowie an Zeichenschulen oder Volkshochschulen. Die Sitzordnung im Aktzeichensaal ist je nach Raumgröße und Zuschnitt unterschiedlich. Meistens werden die Plätze kreisförmig um das sich in der Mitte befindliche Modell verteilt, doch sind auch halbkreisförmige oder andere Gruppierungen möglich. Die Teilnehmer können je nach Belieben sitzen und mit Hilfe eines stabilen Zeichenbretts arbeiten. Andere bevorzugen es, an einer Staffelei zu stehen. Weniger günstig ist das Malen auf einer waagrechten Tischplatte im Sitzen, da so die Proportionen nicht im richtigen Verhältnis gesehen werden können. Im Raum befinden sich außer einem Stuhl und einer Liege für das Modell manchmal eine Vorrichtung zur Fixierung der Stellung sowie ein künstliches Skelett zur Analyse des Bewegungsapparats. Wichtig ist eine Heizmöglichkeit, da große Säle meist zu kühl sind und nicht dem Wärmebedarf eines nackten Menschen entsprechen. Eine Wasserstelle im Raum erleichtert das Malen mit Aquarellfarben, Tusche oder Tinte.
Aktzeichnen zählt an Akademien, Kunsthochschulen und Universitäten zur freiwilligen künstlerischen Grundausbildung, aber auch an Volkshochschulen oder Zeichenschulen werden Aktkurse für Laien und Hobbykünstler angeboten.

## Besondere Formen von Aktzeichnen-Veranstaltungen
In den letzten Jahren haben sich neben klassischen Aktzeichenkursen zahlreiche innovative und inklusive Veranstaltungsformate etabliert, die das Aktzeichnen um neue soziale, künstlerische und gesellschaftliche Aspekte erweitern. Zu den bekanntesten zählen Drink and Draw, Queer Life Drawing und Trans Life Drawing. Diese Formate fördern Diversität, Gemeinschaft und einen kreativen Zugang zum menschlichen Körper.

### Drink and Draw
Drink and Draw ist ein seit etwa 2014 populäres Format, bei dem sich Kunst- und Kulturinteressierte in entspannter Atmosphäre zum gemeinsamen Aktzeichnen treffen. Häufig finden die Veranstaltungen in Bars, Ateliers oder Kulturstätten statt. Getränke und lockere Gespräche begleiten das Zeichnen, wodurch eine offene und niedrigschwellige Umgebung entsteht, die sowohl Anfänger als auch Fortgeschrittene anspricht. Neben öffentlichen Sessions bieten viele Kollektive auch private Kurse, Mentorings und Teambuilding-Events an.

### Queer Life Drawing
Queer Life Drawing richtet sich gezielt an queere Menschen und Verbündete und stellt Diversität, Körpervielfalt und Inklusion in den Mittelpunkt. Die Veranstaltungen schaffen einen sicheren Raum (Safe Space) für Teilnehmende und Modelle, die in klassischen Aktzeichenkursen oft unterrepräsentiert sind, etwa queere, trans- oder nicht-binäre Personen. Neben dem Zeichnen werden häufig Gespräche und Reflexionen über Körperbilder, Identität und Kunst angeregt. Queer Life Drawing-Events finden sowohl in Präsenz als auch online statt und zeichnen sich durch eine offene, unterstützende und kreative Atmosphäre aus. In Berlin und anderen Städten sind solche Formate Teil einer wachsenden Community, die künstlerischen Austausch und Sichtbarkeit fördert.

### Trans Life Drawing
Trans Life Drawing ist ein weiteres spezialisiertes Format, das sich explizit an trans-, nicht-binäre und gender-diverse Menschen richtet. Ziel ist es, Räume zu schaffen, in denen trans- und nicht-binäre Körper sichtbar werden und wertschätzend dargestellt werden können. Die Sessions werden oft von Künstlern aus der Community geleitet und bieten sowohl Anleitungen als auch individuelle Rückmeldungen. Auch hier stehen Inklusion, gegenseitige Unterstützung und ein respektvoller Umgang im Vordergrund.

### Bedeutung und Wirkung
Diese besonderen Aktzeichnen-Veranstaltungen tragen dazu bei, gesellschaftliche Normen zu hinterfragen und neue Perspektiven auf Körper, Identität und Kunst zu eröffnen. Sie fördern den kreativen Austausch, stärken marginalisierte Gruppen und machen das Aktzeichnen für ein breiteres Publikum zugänglich.

## Aktmodell

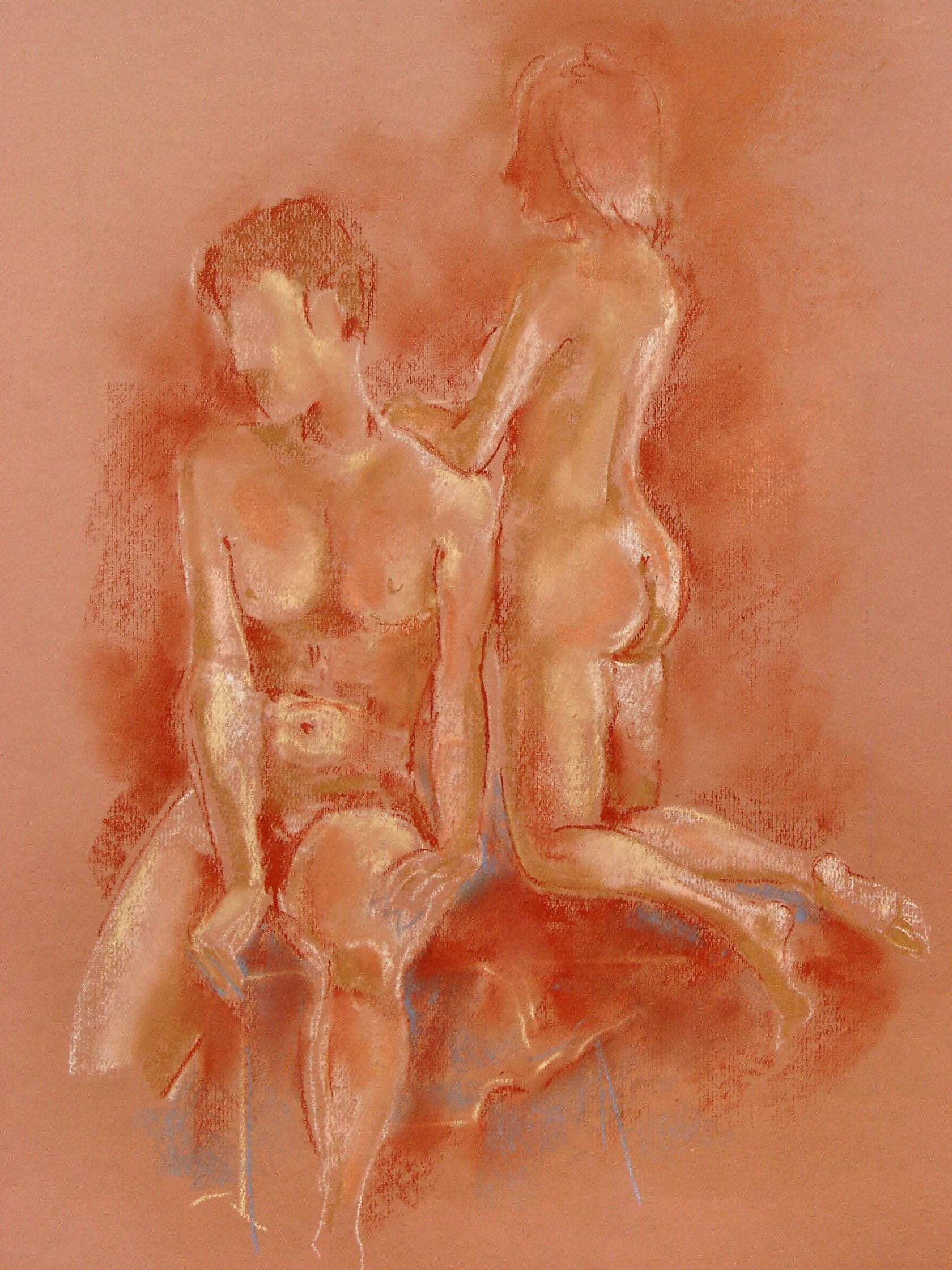
Doppelakt

Ein Aktmodell ist eine unbekleidete Person, die von Künstlern abgebildet wird. Der Körper wird in seiner äußeren Erscheinung studiert und nicht bewertet. Es gibt keine Vorgaben zum Aussehen, Alter oder Geschlecht des Aktmodells. Zum Studium der Muskulatur sind durchtrainierte Personen von Vorteil.
Oft wird das Modellstehen als Teilzeitarbeit oder vorübergehende Tätigkeit ausgeübt, auch von Studenten aus Gründen des Nebenerwerbs. Manche Modelle bringen Requisiten mit wie einen Stab, einen Speer, ein Musikinstrument, einen Krug oder ein Tuch. Damit können ausgefallene und nicht alltägliche Stellungen eingenommen werden.
In der Regel ist Modellstehen sehr anstrengend, vor allem bei unbequemen und komplizierten Posen. Daher wird mit Ruhestellungen im Liegen oder Sitzen abgewechselt. Die Dauer variiert von Sekunden bis zu etwa 45 Minuten. Pausen dienen zur Entspannung der Muskulatur und zur Erfrischung.
Stehen zwei Personen Modell wird die Konstellation Doppelakt genannt. Hierbei gibt es verschiedene Wege der Darstellung der zwischenmenschlichen Kommunikation: Bei zwei gleichzeitig anwesenden Modellen ist ein gelungenes äußeres und inneres Zueinander wichtig. Kein Körperteil darf nach Möglichkeit vom Zeichnenden aus ganz verdeckt sein; der Doppelakt sollte Nähe und Entfernung, Trennung und Verbindung der Figuren verdeutlichen. Durch gut gewählte Überschneidungen entstehen optimale Brücken und Zwischenräume.

## Proportionen
Aktzeichnen ist ein figürliches Naturstudium, um die Proportionen und die Anatomie der menschlichen Gestalt kennenzulernen und künstlerisch umzusetzen. Dabei werden die Teile des Körpers in ihrem Aufbau, ihrer Funktion und ihrer räumlichen Ausdehnung betrachtet und der körperlichen Gesamtgebärde untergeordnet. Die Begrenzung auf einfache Formen erleichtert das Verständnis funktioneller Vorgänge des Knochengerüsts und zum Verhalten der Weichteile. Da jeder Mensch anders ist, gibt es keine starren Größenverhältnisse, doch ist die Kenntnis einer idealen Proportionslehre anfangs sehr dienlich.

### Körper

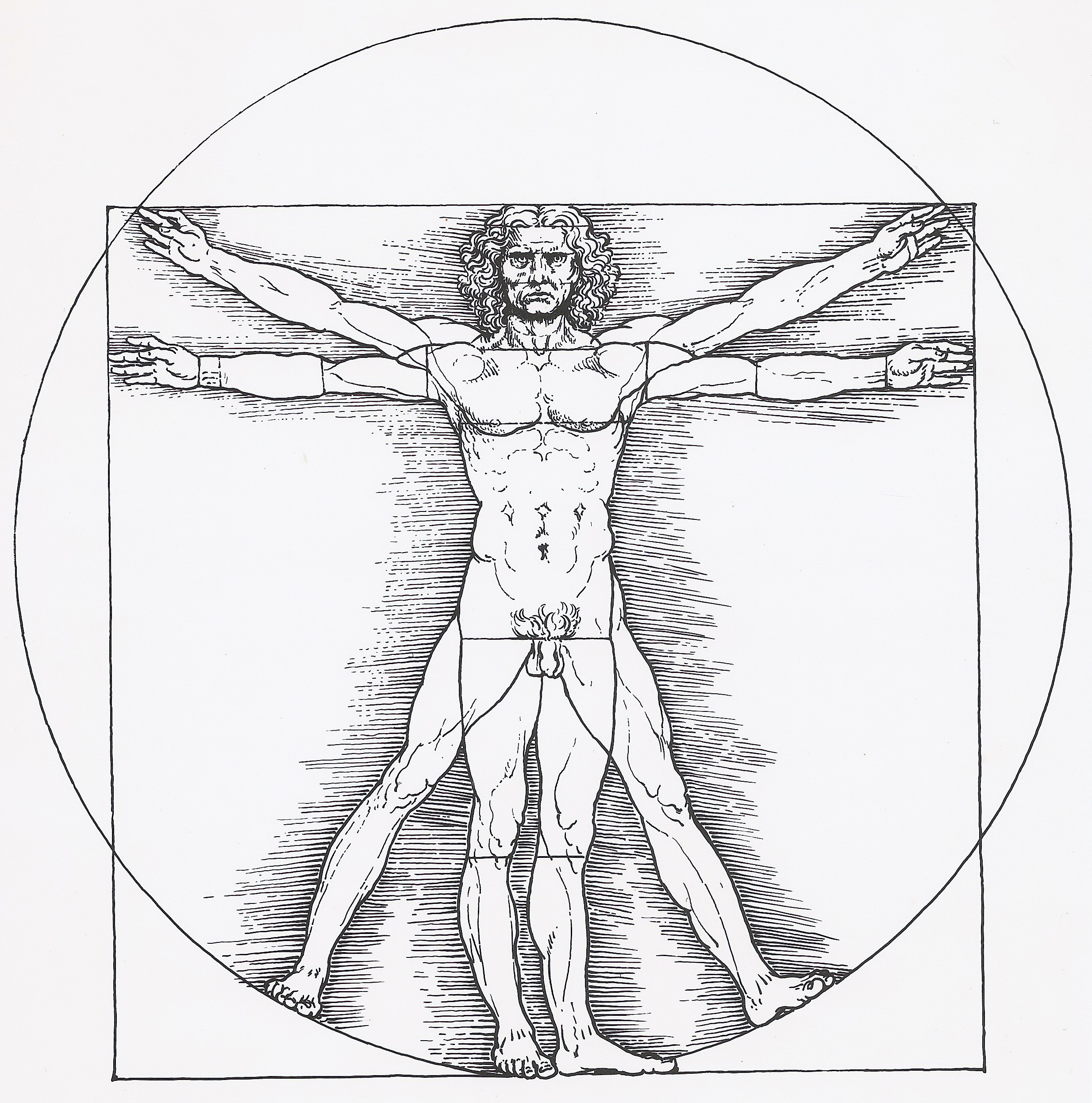
Leonardo da Vinci: Der Vitruvianische Mensch

Als erste wichtige Grundorientierung wird der Körper als gegliederte Ganzheit mit Haupt- und Nebenformen erkannt, die leicht einprägbar ist. Wie Leonardo da Vincis Vitruvianischer Mensch zeigt, entspricht die Gesamthöhe eines Menschen der Breitenausdehnung mit ausgestreckten Armen, sodass er in einem Kreis oder ein Quadrat eingeschlossen werden kann.
Die Totalhöhe des Körpers vom Scheitel bis zur Sohle wird in acht gleich große Teile durch Horizontalachsen gegliedert, wobei der Abstand von einer Achse zur anderen einer Kopflänge (KL) entspricht.
- KL0 = Scheitel
- KL1 = Kinn
- KL2 = ungefähre Höhe der Brustwarzen
- KL3 = Taille
- KL4 = Schambein
- KL5 = Mitte des Oberschenkels
- KL6 = Kniespalt (Unterrand der Kniescheibe)
- KL7 = Mitte des Unterschenkels
- KL8 = Fußsohle[13]

Körperproportionen

Die größte Breitenausdehnung des Rumpfes in Hüfthöhe ist bei den Geschlechtern verschieden und beträgt bei der Frau etwa zwei Kopflängen, beim Mann weniger. Fettablagerungen am weiblichen Körper, wie an der Brust, am Bauch, in der Hüftgegend und am Oberschenkel bilden charakteristische Formen aus und prägen die individuelle Proportion. Wichtig sind außerdem die skeletalen Messpunkte Gehörgangsöffnung, Schultergelenk, Ellenbogengelenk, Hüftgelenk, Kniegelenk und Sprunggelenk. Der Schwerpunkt befindet sich zwischen dem ersten und zweiten Kreuzbeinwirbel. In der Profilansicht knickt der Oberkörper gegen das Becken mit einem flachen stumpfen Winkel nach vorne und hinten ab. Hüftregion und Brustkorb sind konstante Formen und können sich in ihrer Lage zueinander durch Beugung und Bewegung stark verändern.
Wegen der fundamentalen Wichtigkeit dieser architektonischen Struktur beginnt das Aktzeichnen in Anfängerkursen meistens mit der Höhengliederung der stehenden Gestalt durch die Horizontalachsen. Erst nach dem flächigen Anlegen der groben Körperformen erfolgt das Zeichnen des Umrisses, man baut die Figur also aus der Tiefe auf. Die Skelettformen sind dabei wichtiger als die Muskulatur, sodass es oft von Nutzen ist, stark vereinfachte Knochen als gerade Striche in die Umrisse einzuzeichnen, damit die Mechanik des Körpers verstanden wird. Außerdem ist die Aufschlüsselung der Figur in räumliche Formen wie Kubus, Kugel, Halbkugel und Walze hilfreich.

### Kopf

Proportionen des Kopfes

Im Aktzeichnen wird üblicherweise auf die Ausgestaltung des Kopfes im Sinne einer Porträtstudie kein Wert gelegt. Dafür gibt es eigene Kurse, wie Studienkopf oder Porträtzeichnen. Die Länge des Kopfes von einem Achtel der Körpergröße ist jedoch eine wichtige Maßeinheit. Als Zusatzübung kann man sich auch mit den Proportionen des Schädels beschäftigen. Der kuppelförmige Hirnschädel und der vorne abgeflachte Gesichtsschädel formen den Kopf. Die Augenachse befindet sich in der Mitte der Kopfhöhe. Die Strecke vom Scheitel bis zum Kinn kann dreigeteilt werden. Die Nasenspitze reicht bis etwas unterhalb des zweiten Drittels, der Mundspalt liegt in der Mitte des unteren Drittels. Das Ohr erstreckt sich vom Augenoberlid bis zur Nasenspitze. Diese Orientierungspunkte sind nur ungefähre Richtwerte, da es gerade beim Gesicht stark abweichende Proportionen und Physiognomien gibt. Durch Beugung, Streckung, Drehung und Neigung des Halses ergeben sich verkürzte Ansichten.

### Hand, Fuß, Torso
Entscheidend für das Gelingen einer Aktzeichnung ist das proportional korrekte Abbilden von Händen und Füßen. Die Hand reicht vom Kinn etwa bis zum Haaransatz. Der Fuß ist ungefähr so lang wie der Unterarm ohne die Hand. Wichtig bei beiden ist der skeletale Aufbau, um eine unklare und formlose Darstellung zu vermeiden. Torsos werden vor allem in der Bildhauerei gestaltet, aber auch beim Zeichnen kann die Konzentration auf die Körpermitte und deren Muskulatur als Übung dienen.

## Stellungen

### Ruhehaltung im Stehen, Sitzen und Liegen

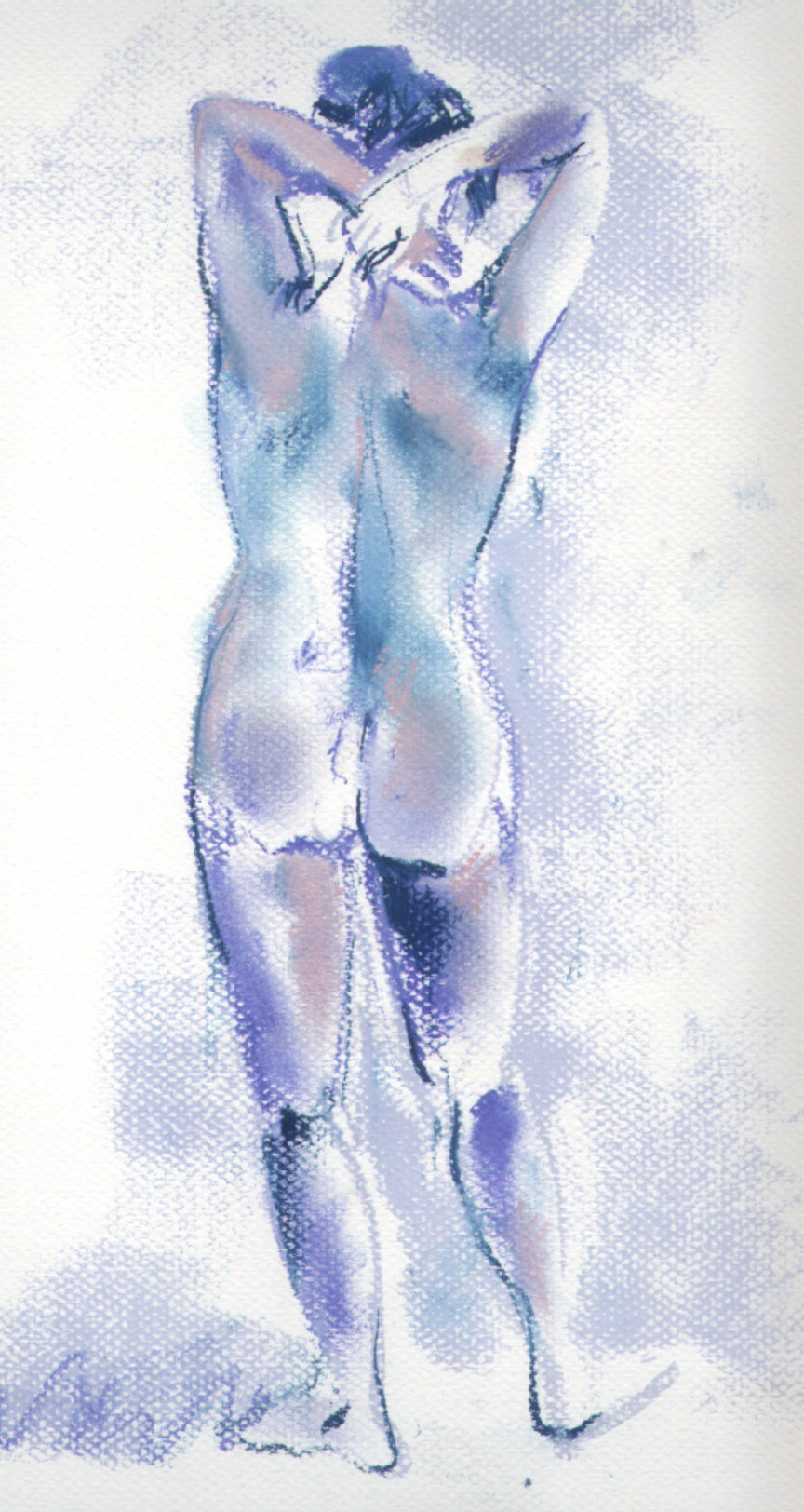
Rückenansicht im Stand

Bei der geraden Standhaltung mit Verteilung des Körpergewichts auf beide Füße ist es wichtig, die Plastizität der einzelnen Körpermassen in der frontalen oder rückwärtigen Ansicht eindeutig herauszuarbeiten. In der Standbein-Spielbeinhaltung stellt sich das Standbein schräg, das Becken sinkt zur Erhaltung des Gleichgewichts nach der nicht unterstützten Seite und der Oberkörper biegt sich nach der Standbeinseite. Der Aufbau dieser Kontrapoststudie beginnt mit dem Ziehen einer senkrechten Linie vom Scheitel über den Schwerpunkt bis zur einseitig belasteten Sohle, um die Standfähigkeit überzeugend darzustellen. Durch Körperverdrehungen, Heben oder Verschränken der Extremitäten und andere Haltungen entstehen Stauungen und Dehnungen. Die äußeren Formen sollten nicht einfach abgezeichnet werden, vielmehr geht es um die Verdeutlichung der Beziehungen zwischen ihnen. Eine Darstellung im Profil zeigt ein ganz anderes Bild des Körpers. Überschneidungen und Verkürzungen ergeben sich bei einem halbseitlichen Blickwinkel.
Die Sitzhaltung ermöglicht durch besondere Arm- und Beinstellungen vielfältige Gestaltungen. Die Bauchdecke wird gedehnt oder gestreckt, der Schultergürtel verhält sich unterschiedlich je nach Lage der Arme. Jede Körperhaltung hat im Übrigen nicht nur einen mechanischen, sondern auch einen psychischen Aspekt, wie Der Denker von Auguste Rodin zeigt.
In der Rückenlage sinkt die Bauchdecke ein. Beim weiblichen Modell geben die Brüste je nach Größe unter ihrem eigenen Gewicht nach. Durch Verdrehen von Becken oder Brustkorb ändern sich die Weichformen unterschiedlich nach ihrer Funktion. Bei Übergangsformen zwischen Sitzen und Liegen übernehmen Arm, Ellenbogen oder Gesäß Stützfunktionen, die nicht gestützte Seite verhält sich dagegen nachgiebig.

### Bewegung und Dynamik

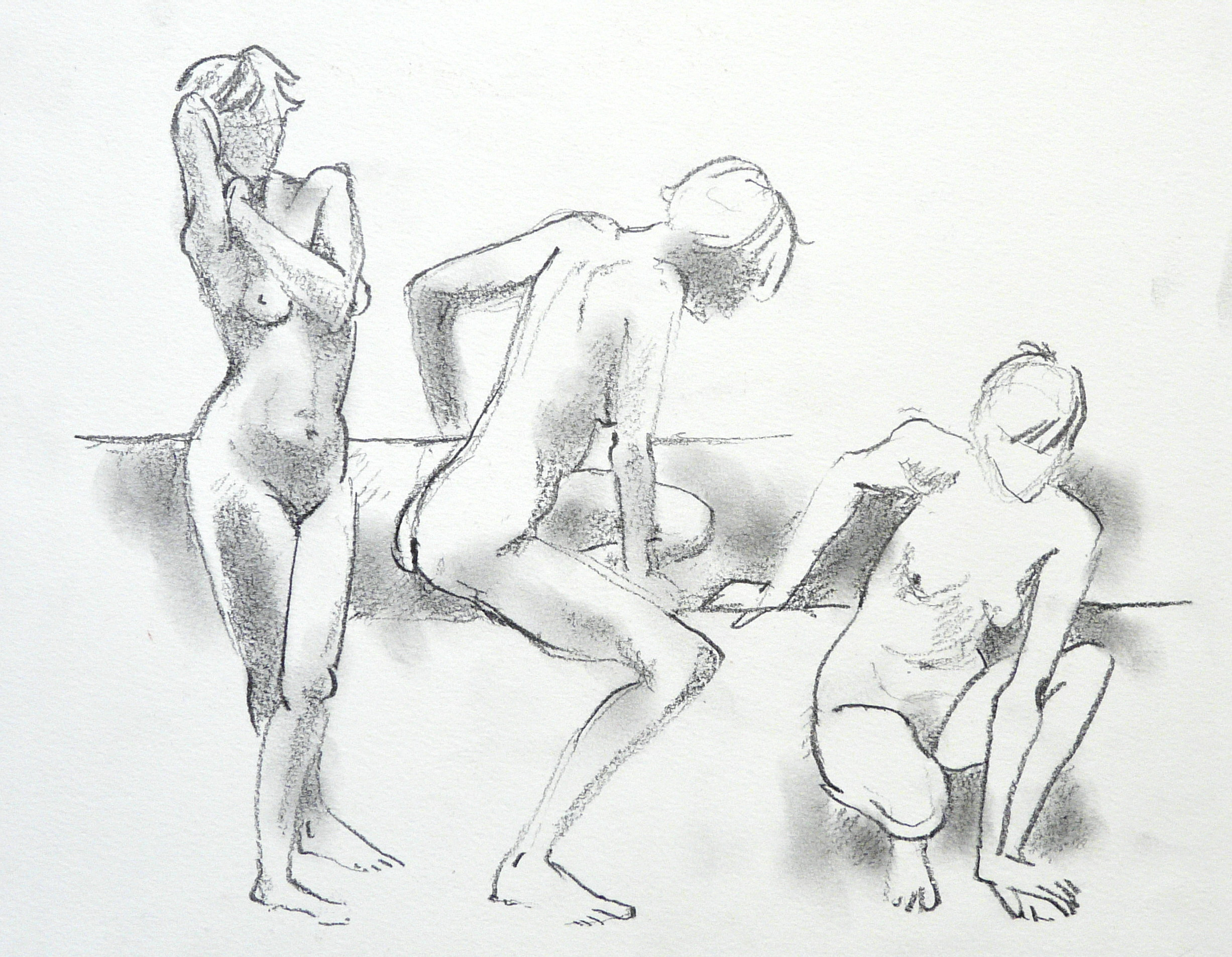
Bewegungsablauf

Ein Modell kann in einer Bewegungsposition nicht lange verharren. Rasch nacheinander folgende Haltungen lebhafter Gebärden werden häufig auf einem Blatt vereint. Wenn der Körperschwerpunkt verlagert wird, entstehen Augenblicksdarstellungen von Schritt, Lauf oder Geste. Die Vorwärtsbewegung ist vor allem im Profil glaubhaft darzustellen im Sinne von gelassen, zögernd, schleichend oder geziert bis zu eilig, forsch, temperamentvoll, fröhlich oder tänzerisch. Bewegte Posen bedeuten oft eine Überforderung für den Anfänger, der noch funktionelle und räumlich-körperliche Probleme mit den Proportionen hat. In dynamischen Stellungen ändern sich Lage und Form von Ober- und Unterkörper, durch Drehungen, Beugungen und andere Aktivitäten entstehen schwierig zu zeichnende Verkürzungen. Der Bewegungsfluss ist am besten mit dem Zeichenstift in Bruchstücken festzuhalten. Wiederholt das Modell dieselbe Bewegung beständig, können die bewegten Posen besser mitgezeichnet werden.
Bei Tanz, Sport und Spiel oder bei der Arbeit nimmt der Mensch jeweils charakteristische Haltungen ein. Es ist etwas anderes, eine Kiste hochzuheben, zu tragen, zu ziehen oder zu schieben, eine Treppe hinaufzugehen oder eine Leiter zu besteigen. Jedes Musikinstrument, jedes Werkzeug verlangt eine eigene Körperhaltung, wozu typische Bein-, Arm- und Handstellungen gehören. Schon mit einem einfachen Stab können vielfältige Tätigkeiten simuliert werden wie fechten, schießen, rudern, Speer werfen oder Holz hacken.

## Übungen

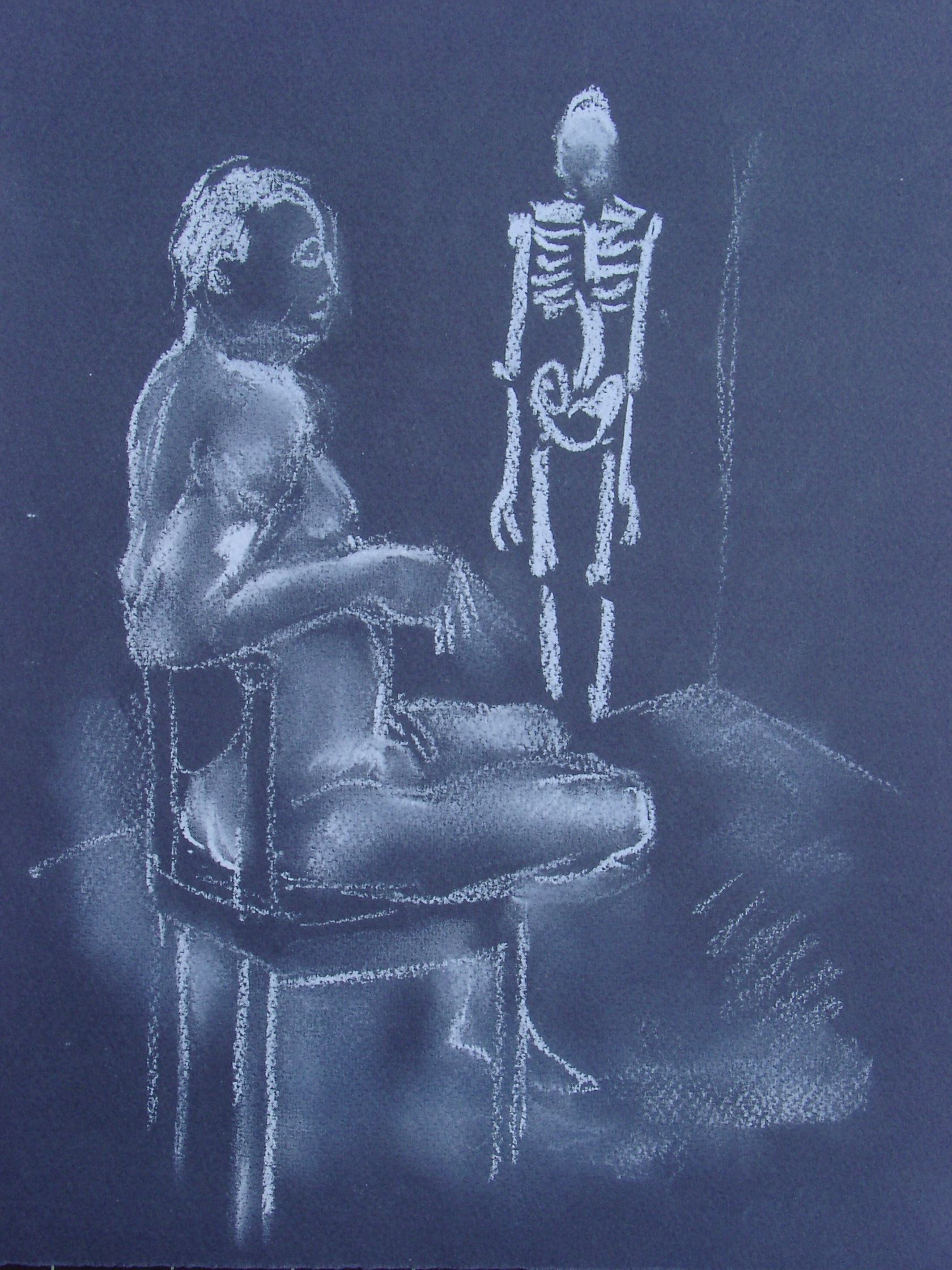
Akt in einem angedeuteten Raum mit Skelett

Vorzeichnen ist im Allgemeinen nicht erwünscht, der Schüler sollte den Körper des Modells sowohl räumlich wie auch umrisshaft unmittelbar begreifen. Viele Kursleiter schlagen spezielle Übungen vor, um das Vorstellungsvermögen zu schärfen, die Malhand zu lockern und flüssige Bewegungsabläufe zu gewährleisten. Gut geeignet hierfür sind rasche Stellungswechsel, wobei der Zeichner gezwungen ist, den Haltungsausdruck im Ganzen rasch zu erfassen und nur knappe lineare oder flächige Andeutungen aufs Blatt zu setzen. Anatomische Einzelheiten werden dabei zugunsten des Bewegungsausdrucks vernachlässigt, die Zeichnung nähert sich der Abstraktion.
Ebenfalls zu mehr Beobachtungsfähigkeit führt es, das Modell nur kurz zu studieren und dann ohne weitere Betrachtung zu skizzieren. Dies ist auch mit geschlossenen Augen möglich, was manchmal zu dichteren Aussagen und besseren Formulierungen führt. Ein Malen aus der Vorstellung heraus, ganz ohne Modell, ist vor allem für Fortgeschrittene wichtig, die damit ihre innere Anschauung und Kenntnis der Proportionen überprüfen können.
Die Verknüpfung des Modells mit einem umgebenden Raum führt zu neuen Erkenntnissen. Dies reicht von der Einbindung der Figur in eine starre Form, etwa ein Rechteck, bis zur Ergänzung des Ambientes, also des Saales, der anderen Schüler oder des Demonstrationsskelettes. Um die Körperformen klar zu umreißen, ist die Darstellung als positive und negative Form eine gute Übung. Bei einer kreisförmigen Anordnung der Malplätze ist es möglich, eine Stellung aus verschiedenen Blickrichtungen abzubilden.

## Materialien und Techniken

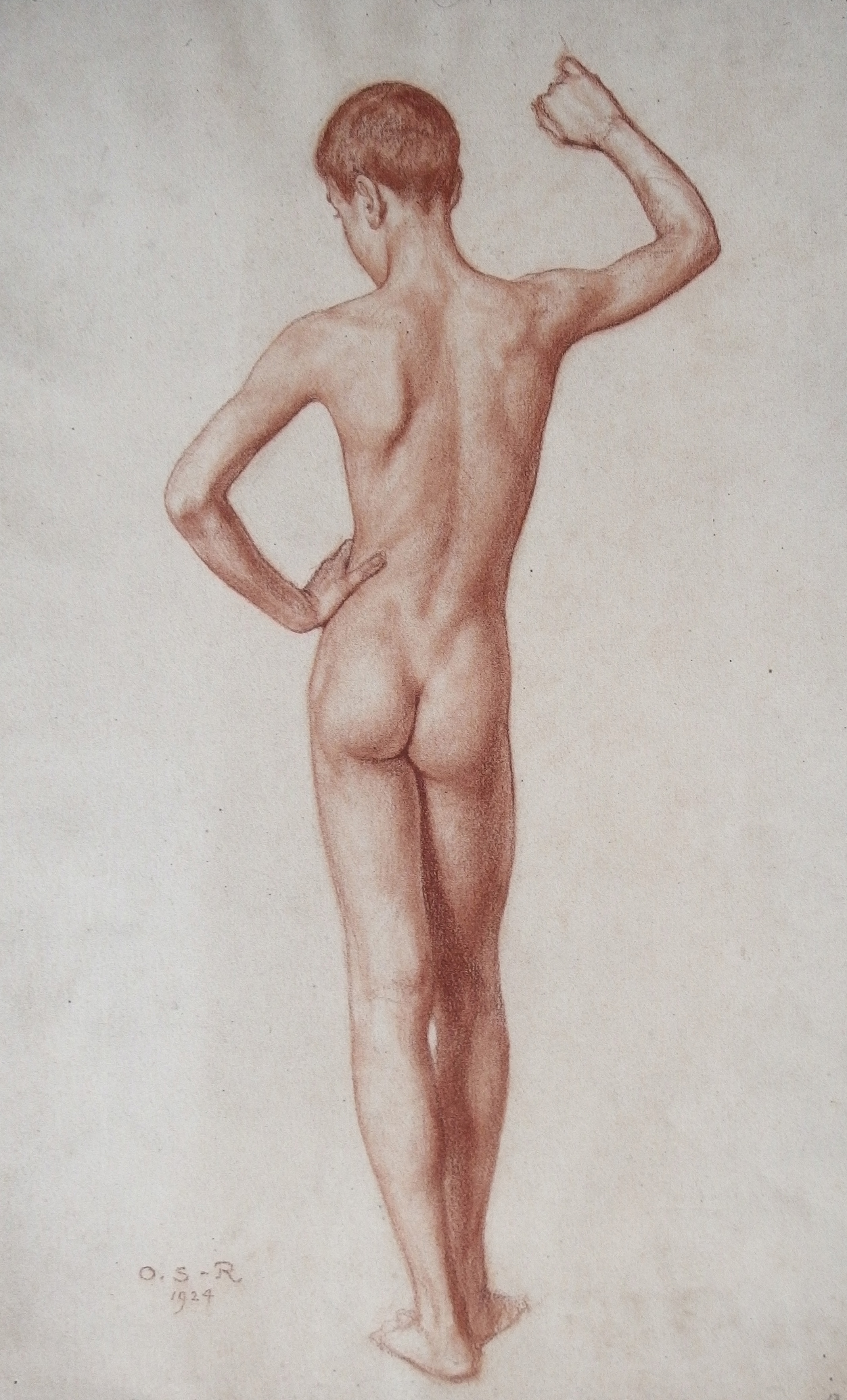
Rötelzeichnung Otto Sohn-Rethel, 1924

Bleistifte unterschiedlicher Härtegrade eignen sich nicht nur zum Zeichnen vom Umrissen, sondern erlauben als Linienbündel oder Schraffur auch die Wiedergabe von plastischen Formen. Durch starken oder schwachen Druck und einen Wechsel von hell zu dunkel entsteht Raumtiefe. Zeichenkohle, Sepia- und Rötelstifte können zusätzlich weich verwischt werden. Der gleiche Effekt entsteht beim Auftragen von Kreidestaub mit dem Finger. Breitkantige Kohle- oder Graphitstücke gestatten die abstrahierende Darstellung von Flächen oder plastischen Formen. Klare Linien entstehen bei Feder- oder Filzstiftzeichnungen.
Andere Ausdrucksmöglichkeiten als der Stift bieten Pinsel in verschiedenen Stärken. Sie werden sowohl linear als auch flächig eingesetzt. Mit diesem Werkzeug werden Aquarell- und Deckfarben, Tinte, Tusche, Gouache- und Ölfarben aufgetragen, wobei man je nach gewünschter Wirkung mit viel oder wenig Wasser und Bindemittel arbeitet. Unterschiedlich starkes Aufdrücken oder das Malen mit einem halb trockenen Borstenpinsel ergeben abweichende Resultate. Mit Hilfe einer Zahnbürste und der Finger oder eines Siebes spritzt man flüssige Farben auf. Wachsmalstifte oder Ölkreiden eignen sich auch zur Ausspartechnik, wobei der Umriss mit der fetthaltigen Kreide angelegt und mit einer wasserlöslichen Farbe flächig übermalt wird. Mit einem Stempeldruck werden die Proportionen der einzelnen Körperteile gut veranschaulicht.
Weiße, farbige oder schwarze Hintergrundpapiere sowie die Begrenzung auf wenige Tonwerte oder auf zwei Komplementärfarben ermöglichen variantenreiche Darstellungen. All diese Materialien und Techniken stellen nur einen kleinen Ausschnitt aus der Fülle der Möglichkeiten dar.